# Droga krajowa B258 (Niemcy)
Droga krajowa 258 (niem. Bundesstraße 258, B 258) – niemiecka droga krajowa w zachodniej części Niemiec, przebiegająca ze wschodu na zachód, przez kraje związkowe: Nadrenię Północną-Westfalię oraz Nadrenię-Palatynat. Niewielka jej część przebiega przez terytorium Belgii. Rozpoczyna się w Mayen jako dalszy ciąg drogi krajowej B262 i kończy w Akwizgranie na Kaiserplatz. 